# Kiwi (dal)
A Kiwi Harry Styles angol énekes és dalszerző dala, amely az Erskine és a Columbia Records kiadókon keresztül jelent meg 2017. október 31-én. Az előadó debütáló albumáról a harmadik és egyben utolsó kislemezként jelent meg. A dalt Styles, Jeff Bhasker, Mitch Rowland, Alex Salibian, Tyler Johnson és Ryan Nasci szerezte, míg a producere Bhasker, Salibian és Johnson volt.
Ugyan a slágerlistákon nem volt sikeres a dal, a brit kislemezlistán mindössze a 66. és Ausztráliában csak 92. helyet érte el, az Amerikai Hanglemezgyártók Szövetségétől (RIAA) és az Ausztrál Hanglemezgyártók Szövetségétől (ARIA) is platina minősítést kapott, míg Nagy-Britanniában (BPI) aranylemez lett.

## Háttér
A dal az egyik legszexuálisabb szám az albumon. Dalszövegében Styles beszél cigarettákról, alkoholról és egy egyéjszakás kalandról. Az énekes elmondta a BBC Radio 1-nak, hogy a dal egy „viccként kezdődött, most már az egyik kedvenc dalom. Az egyik első, amit az albumra szereztem, mikor sok energiám volt.”
Styles gyakran előadja a dalt koncertjein, többször fel is lépett vele olyan műsorokon, mint a The Late Late Show with James Corden és a brit X Factor.

## Videóklip
A dal Us által rendezett videóklipjét 2017. november 8-án adták ki YouTube-on. A videó Styles és gyerekek egy csoportját követi, ahogy egy nagy tortacsatában vesznek részt a Wimbledon Chase Általános Iskolában. Beau Gadsdon gyerekszínész játssza Styles női hasonmását a klipben.

## Slágerlisták
| Slágerlista (2017–2018)                             | Legmagasabb pozíció |
| --------------------------------------------------- | ------------------- |
| Ausztrál kislemezlista (ARIA)                       | 92                  |
| Belga kislemezlista (Ultratop 50 Flanders)          | 39                  |
| Ír kislemezlista (IRMA)                             | 72                  |
| Mexikó Ingles Airplay dallista (Billboard)          | 29                  |
| Új-zélandi Heatseekers dallista (Recorded Music NZ) | 1                   |
| Skót kislemezlista (OCC)                            | 49                  |
| Szlovák kislemezlista (Singles Digitál Top 100)     | 76                  |
| Brit kislemezlista (OCC)                            | 66                  |
| US Mainstream Top 40 dallista (Billboard)           | 40                  |

## Minősítések
| Régió                        | Minősítés    | Példányszám |
| ---------------------------- | ------------ | ----------- |
| Ausztrália (ARIA)            | Platinalemez | 70 000      |
| Brazília (Pro-Música Brasil) | Aranylemez   | 30 000      |
| Egyesült Államok (RIAA)      | Platinalemez | 1 000 000   |
| Egyesült Királyság (BPI)     | Aranylemez   | 400 000     |
| Kanada (Music Canada)        | Aranylemez   | 40 000      |

## Kiadások
| Régió            | Dátum             | Formátum                         | Kiadó                | For.   |
| ---------------- | ----------------- | -------------------------------- | -------------------- | ------ |
| Világszerte      | 2017. május 12.   | - digitális letöltés - streaming | - Erskine - Columbia | [ 20 ] |
| Egyesült Államok | 2017. október 31. | kortárs slágerrádió              | Columbia             | [ 21 ] |